# Michael D. Schroeder
Michael David Schroeder (* 1945 in Richland (Washington)) ist ein US-amerikanischer Informatiker.
Schroeder studierte an der Washington State University und am Massachusetts Institute of Technology, an dem er 1973 bei Jerome Saltzer promoviert wurde (Cooperation of Mutually Suspicious Subsystems in a Computer Utility). Am MIT war er an der Entwicklung von Multics beteiligt. Er war im Xerox Parc Forschungslabor (zuletzt als Direktor des Computer Systems Lab), am Systems Research Center von DEC und Compaq, wo er Assistant Director wurde, und war 2001 Mitgründer des Silicon Valley Lab von Microsoft Research und dessen Assistant Director bis zu dessen Auflösung 2014.
Er befasste sich mit Betriebssystemen, verteilten Systemen (Grapevine  und das Betriebssystem Topaz) und Computersicherheit. Von ihm und Roger Needham stammt das Needham-Schroeder-Protokoll (1978). Er entwickelte das Dateisystem für die Programmiersprache Cedar, einer Erweiterung von Mesa in Xerox Parc, Autonet (ein selbstkonfigurierendes Hochgeschwindigkeits-LAN) und Pachyderm (ein webbasiertes E-Mail-System). 
2004 wurde er Fellow der Association for Computing Machinery, 2006 erhielt er den ACM SIGSAC Outstanding Innovations Award und 2007 den National Computer Systems Security Award von NIST und NSA.
Er gilt als Autorität für den US-amerikanischen Landschaftsmaler Gilbert Munger (1837–1903), veröffentlichte im Web einen Catalogue raisonné von dessen Werken und verfasste ein Buch über ihn.